# Csányi János (polgár)
Csányi János (Tschány János) (17. század) soproni polgár.

## Élete
Soproni evangélikus vallású polgár és tanácsbeli, kit 1683. január 8-án hivatalából elbocsátottak, mire hegybíró (Bergmeister) lett.

## Munkái
Naplót hagyott hátra ily címmel: Verzaichnus Etlicher Historien so von den 1670 Jahr her geschehen Ihn den Königreich Ungern, und absonderlich bey unser Stath Oedenburg welche ich Hanns Tschány zur sonderlicher Nachricht den Nachkömlingen hab aufgeschrieben. Kiadta Paur Iván a Magyar Történelmi Tár V. kötetében magyarázó Előszóval. (Pest, 1858. 8-r. 231. l.) Ezen napló az 1704. évvel végződik; már ezt az utolsó egész évet fia Cs. György Fülöp (szül. 1685. nov. 10.) irta; miután a codex cimlapján Pars prima van irva, csaknem bizonyos, hogy létezett egy második rész is, mely az 1704. ostrom folytatásáról szólt. Csakugyan létezik egy soproni polgár által 1705-ben irott krónika, melyet Kovachich Márton György Sammlung kleiner noch ungedruckter Stücke (Buda, 1805.) VI. Beschreibung der Belagerung Ödenburgs in Nieder-Ungarn Anno 1705 und 1706 címmel ki is adott. Mind a két codex az Országos Széchényi Könyvtár kézirattárában van.